# Un secret (roman)
Pour les articles homonymes, voir Secret (homonymie).
Un secret est un roman autobiographique de Philippe Grimbert paru le 5 mai 2004 aux éditions Grasset et Fasquelle. Il a remporté le prix Concourt des lycéens en 2004 et celui des lectrices de Elle en 2005.
En 2007, le roman est adapté au cinéma par Claude Miller.

## Résumé de l'histoire

### Préambule
Le narrateur — qui n’indique son identité à aucun moment du récit mais fait allusion à son patronyme en expliquant que le "n" de son nom est devenu "m", « « aime » avait recouvert « haine » », et le g un t, de Grinberg à Grimbert — est né dans la France de l'après-guerre. Chétif et de santé fragile, il souffre de son physique, nécessitant des soins permanents d'une infirmière, qui devient sa confidente, Louise, vieille et boiteuse, dont le cabinet est installé à côté du magasin d'articles de sport tenu par ses parents, Maxime et Tania, tous deux grands sportifs passionnés.
Fils unique, le narrateur s'invente un grand frère plus grand, plus fort, et protecteur qui lui sert de modèle et le console lors de ses chagrins. Cependant, ce frère imaginaire l'oppresse. L'enfant grandit, complexé par son corps. Menant une vie rangée mais bizarrement pesante, il se sent seul et développe une imagination morbide, noircissant des pages entières dont le contenu, trempé de larmes, est à l'avenant.

### Premier récit
Sur base de bribes d'informations fragmentaires et arrachées à ses parents, le narrateur se construit un premier récit de la vie de ses parents avant lui.
Son père, Maxime, est le fils d'un émigré roumain. Il aurait voulu faire des études, mais est contraint, faute de moyens, d'intégrer l'affaire familiale de bonnèterie. Par revanche, il devient lutteur et gymnaste accompli, développant son corps en même temps que son charme. Il connaît une brève aventure avant de rencontrer au gymnase Tania, une plongeuse émérite, mannequin et styliste à ses moments perdus, qui vit avec sa mère couturière. Ils se marient, mais ne veulent pas encore d'enfants. En 1942, ils fuient le danger nazi, et se réfugient en zone libre dans l'Indre, où ils connaissent une période insouciante et sublime de deux ans, en marge de l'Histoire. Rentrés après la Libération, ils retrouvent leur commerce confié à la vigilance de la fidèle Louise. Ils font face aux privations et parviennent à relancer les affaires. Leur enfant naît à ce moment.
Vers l'âge de 15 ans, le narrateur est surpris par le comportement de son père qui ne supporte pas de regarder un film sur l'horreur nazie. Peu après, alors qu'un documentaire sur les camps d'extermination est projeté à l'école, le narrateur subit les blagues antisémites d'un camarade et est pris d'une soudaine rage : il se jette sur lui et se bat pour la première fois de sa vie. S'il parvient à tromper ses parents sur l'origine de ses ecchymoses, il l'avoue à son amie Louise. C'est le signe qu'elle attendait pour lui livrer un secret, malgré le serment fait à Tania et Maxime il y a quinze ans.

### Second récit
Informé par Louise, le narrateur apprend à connaître le nom d'Hannah, la première épouse de son père, Maxime; de Robert, frère d’Hannah et premier époux de Tania ; et de Simon, fils de Maxime et Hannah. Reprenant le fil du récit, il apprend que, le jour même où Maxime s’est marié avec Hannah, il a été profondément troublé par la présence de Tania, sa belle-sœur. Cette passion, à peine devinée par Tania elle-même, est mise en veilleuse par la naissance de Simon. Mais la vérité apparaît à son épouse Hannah à l’occasion d’une rencontre familiale au stade sportif quand elle surprend le regard de Maxime sur Tania.
La guerre et son cortège de manifestations antisémites se rapprochent, mais Maxime se refuse à les voir, en dépit des pressentiments de son père et des premières mesures antisémites. L'obligation de porter l'étoile jaune aux Juifs l'offense car il ne se reconnaît pas dans le type juif qu'ont dressé les antisémites, et refuse de s'y soumettre. Il finit par se ranger à la décision familiale de fuir en zone libre. Une cousine de Louise travaillant à la mairie de Saint-Gaultier leur trouve une adresse auprès d'un colonel à la retraite. Les deux hommes, plus exposés, partent les premiers et parviennent à bon port sans trop de difficultés. La situation est bien plus précaire pour Hannah et Louise, demeurées à Paris en attendant leur feu vert : elles échappent de peu à une grande rafle qui emporte les parents d’Hannah.
Tania est, de son côté, demeurée à Lyon. Son mari, Robert, est dans un camp de prisonniers en Europe de l'Est et ne lui écrit plus. Contrainte de céder son magasin à cause des lois d'aryanisation, elle revient à Paris auprès de sa mère. Puis elle apprend ensuite par Esther, belle-sœur d’Hannah, l'adresse du refuge, et s'y rend. Hannah, l'ayant appris dans la lettre qui leur donnait le feu vert pour passer en zone libre, sombre alors dans le chagrin et la détresse.
Le drame se joue dans le café où le contact est établi avec le passeur : lors d'un contrôle inopiné de la Gestapo, Hannah leur tend ses véritables papiers d'identité et désigne Simon comme son fils. Louise et Esther parviennent à passer en zone libre, tandis que Hannah et Simon — qui était, à l'image du frère que s'est construit le narrateur, la fierté de son père — disparaissent dans la nuit. Informé, Maxime est terrassé par la douleur. Après un long deuil, il cède à sa passion pour Tania.
La guerre finie, les disparus ne reviennent pas : Robert est mort du typhus dans un stalag, Hannah et Simon ne reparaissent pas, et l'amour coupable des parents peut s'exprimer sans contrainte ; le narrateur est conçu peu après.
Tout cela, le narrateur l’apprend de Louise et, contrairement à elle, il est convaincu qu’Hannah n'a pas réagi en état d'égarement mais en « véritable Médée, se sacrifiant, elle et son enfant, sur l'autel de l'amour blessé ». Son mystère et son frère ont acquis un nom tandis que ses discussions avec Louise qui l'a écouté, lui a parlé et l'a rendu fort, font découvrir au narrateur sa vocation pour la psychanalyse. Malgré un redoublement de sa terminale pour être tombé sur une question portant sur le président Laval — le même qui avait décrété la déportation des enfants « afin de ne pas séparer les familles », il démontre une grande aptitude aux études. Il apprend, dans les archives réunies par Serge Klarsfeld, le devenir de son frère et d’Hannah, assassinés au lendemain de leur arrivée à Auschwitz. Un événement fortuit, la mort du chien de la famille, permet au narrateur de confier à son père le résultat de ses recherches dans les archives, le délivrant ainsi du poids du secret.
Peu après, Tania est frappée par une hémorragie cérébrale. Maxime, incapable de supporter la déchéance physique, se suicide avec elle. Conformément à leurs volontés, il est incinéré et Tania est enterrée dans le carré juif du cimetière du Père-Lachaise.

### Épilogue
Des années plus tard, le narrateur et sa fille Rose explorent un parc près de leur résidence, et y découvrent le cimetière des chiens de Josée de Chambrun, ambassadrice et fille de Pierre Laval. À la pensée de cette sépulture, accordée en grande pompe à ces chiens alors qu’un enfant n’y a pas eu droit, l'auteur est submergé par une émotion intense mais il refuse de laisser sortir sa colère. En lieu et place, il envoie la photo de son frère Simon à la fondation Klarsfeld. Le livre qui en résulte sera sa tombe.

## Analyse
Le roman est sorti 20 ans après la mort de ses parents. L'auteur révèle : « Écrire est le moyen que j'ai trouvé pour faire mon travail de deuil. Je n'ai compris cela que très récemment : chacun de mes livres est une petite tombe. »
Le titre original du roman était Le Cimetière des chiens, mais il a été refusé par les éditeurs.
En 2007, juste avant la sortie de l'adaptation cinématographique, le roman avait déjà été vendu à 200 000 exemplaires.

## Prix et distinctions
- 2004 : prix Goncourt des lycéens
- 2005 : grand prix des lectrices de Elle

## Adaptation au cinéma
- 2007 : Un secret, film français de Claude Miller